# Heimsheim

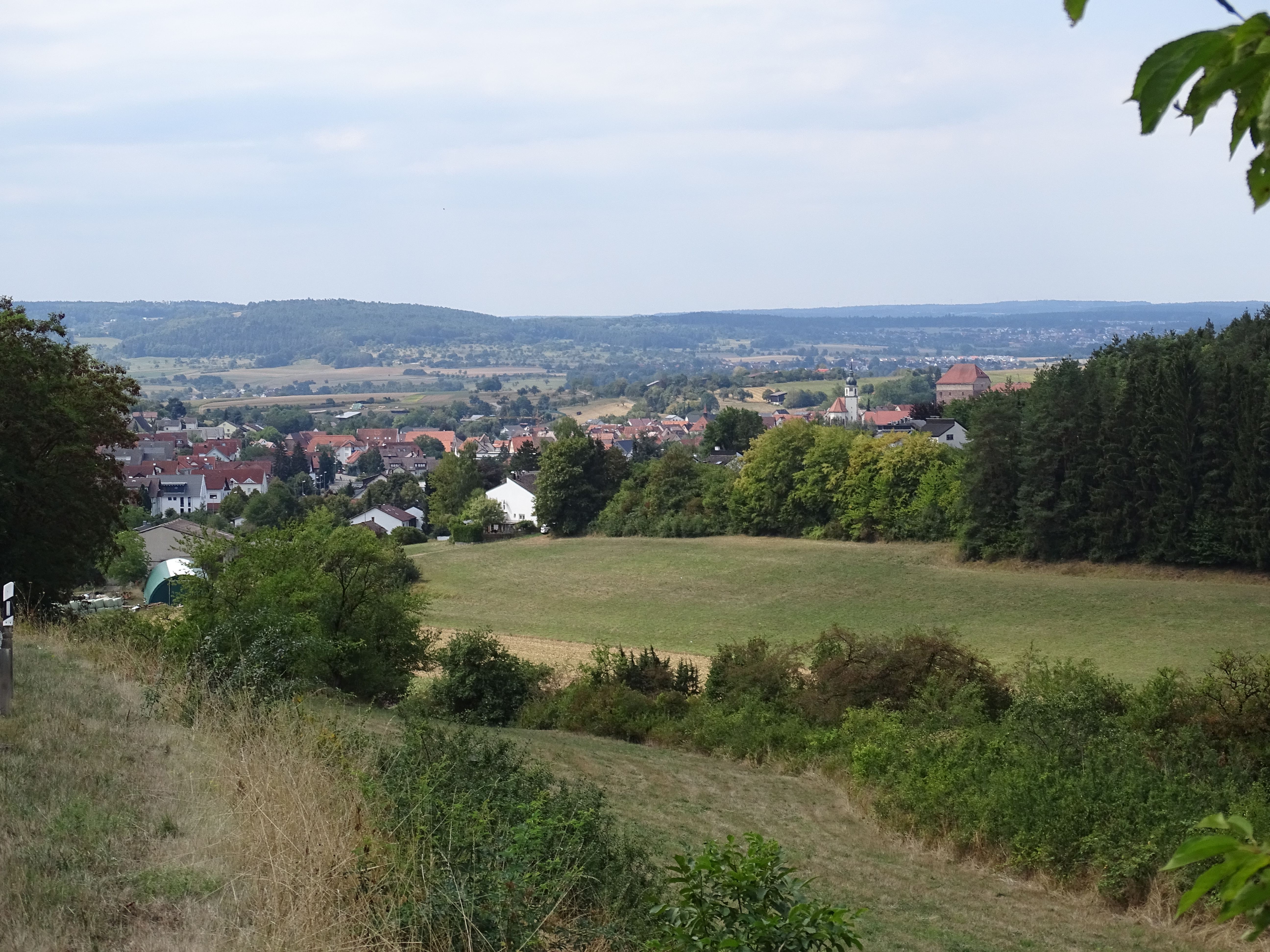
Heimsheim

Heimsheim – miasto w Niemczech, w kraju związkowym Badenia-Wirtembergia, w rejencji Karlsruhe, w regionie Nordschwarzwald, w powiecie Enz, wchodzi w skład związku gmin Heckengäu. Leży w Heckengäu, ok. 15 km na południowy wschód od Pforzheim.